# 바닛 FC
바닛 FC(Barnet Football Club)는 잉글랜드 런던을 연고로 하는 축구 클럽이다. 런던 북부에 위치한 더 하이브 스타디움을 홈 구장으로 사용하고 있다. 이 경기장은 아스널의 2군 경기장으로도 유명하다.

## 선수 명단

### 현역
참고: FIFA 자격 규정에 따라 소속된 국가대표팀 국기를 표시합니다. 선수는 복수의 FIFA 비회원국 국적을 가지고 있을 수 있습니다.
| 번호 | 포지션 | 국적       | 이름          |
| ---- | ------ | ---------- | ------------- |
| 9    | FW     | 잉글랜드   | 니케 카벰바   |
| 11   | MF     | 시에라리온 | 이드리스 카누 |

| 번호 | 포지션 | 국적       | 이름            |
| ---- | ------ | ---------- | --------------- |
| 25   | DF     | 크로아티아 | 니콜라 타바레스 |

## 역대 감독
| 감독                  | 임기        |
| --------------------- | ----------- |
| 돈 맥알리스터         | 1985        |
| 에드 스타인           | 1993        |
| 에드가르 다비츠(공동) | 2012        |
| 에드가르 다비츠       | 2012 ~ 2014 |
| 마크 맥기             | 2017        |
| 해리 큐얼             | 2021        |
| 딘 브레넌             | 2021 ~      |